# Diocese Armênia do Brasil
Diocese do Brasil (em armênio/arménio:  Բրազիլիայի թեմ) ou Diocese armênia do Brasil é uma diocese da Igreja Apostólica Armênia, fundada em 1983 sob os auspícios de Católico de Todos os Armênios, Vazgen I. A catedral é a Igreja de São Jorge em São Paulo. O território da diocese inclui principalmente São Paulo, Osasco, Rio de Janeiro e várias outras cidades onde vivem um grande número de famílias armênias.

## História
O primeiro clérigo armênio a se estabelecer no Brasil foi o arcipreste Gabriel Samuelian, juntamente com imigrantes vindos do Oriente Médio, em 1923. O povo recém-reassentado formou uma comissão para organizar a colônia e estabelecer uma diretoria. A comissão pediu ao primaz da diocese da Igreja Apostólica Armênia em Nova Iorque que ratificasse sua diretoria e levasse a Igreja e a vida nacional da comunidade armênia no Brasil sob seus auspícios. Em 1933, o Brasil tornou-se parte da Delegação Patriarcal para a América do Sul, com centro em Buenos Aires. O arcebispo Karekin Katchadurian foi nomeado delegado patriarcal. Em 1983 a Delegação Patriarcal sul-americana foi dividida em três dioceses separadas (Argentina, Uruguai e Brasil). O primeiro templo armênio no Brasil, a Igreja de São João Batista, foi construída em 1935 em Osasco. A Igreja de São Jorge, a catedral da diocese brasileira, foi construída em 1938 e reconstruída em 1948. De 1980 a 2014, o arcebispo Datev Karibian foi o primaz da diocese do Brasil.
Em 31 de março de 2014, em São Paulo, presidida pelo ex-primaz da diocese armênia do Brasil, Datev Karibian, e pelo Presidente do Conselho diocesano, André Kisajekian, a Assembleia diocesana elegeu o arquimandrita Narek Berberian.

## Bispos
- Datev Karibian (1980-2014);

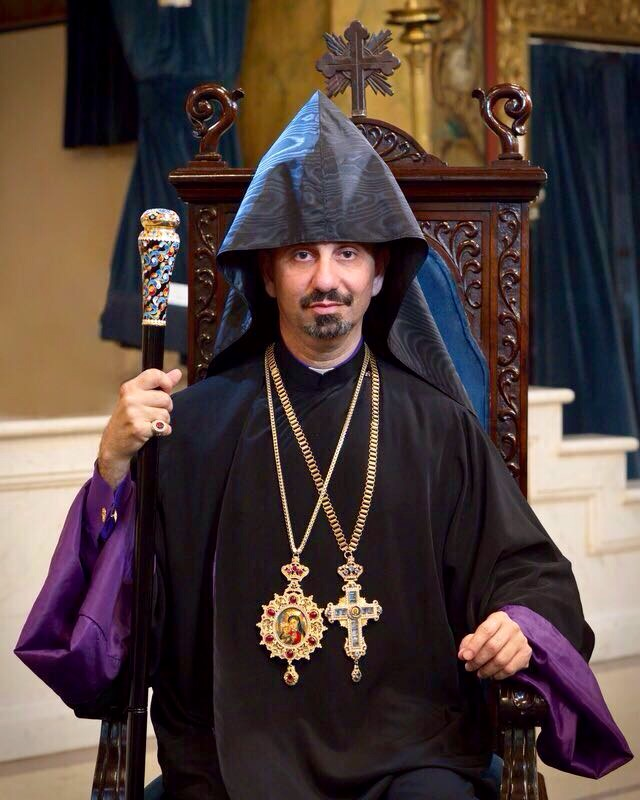
Bispo Narek

- Narek Berberian (2014-atualmente).

## Organização
A diocese possui duas paróquias no Estado de São Paulo:
- Paróquia da Catedral de São Jorge, São Paulo;
- Paróquia de Osasco.